# Bastsjö
Bastsjö är en sjö i kommunen Raseborg i landskapet Nyland i Finland. Sjön ligger 28,1 meter över havet. Arean är 46 hektar och strandlinjen är 5,77 kilometer lång. Sjön  ingår i Skärgårdshavets kustområde, Åland.   Den ligger omkring 71 km väster om Helsingfors. 